# 萨洛尔诺
萨洛尔诺（義大利語：Salorno），又按其德语名译为萨卢恩（德語：Salurn），是意大利博尔扎诺-上阿迪杰自治省的一个市镇。总面积33平方公里，人口3523人，人口密度106.8人/平方公里（2009年）。ISTAT代码为021076。